# Pavetta nitidissima
Pavetta nitidissima là một loài thực vật thuộc họ Rubiaceae. Đây là loài đặc hữu của Tanzania.